# Casque wz.50

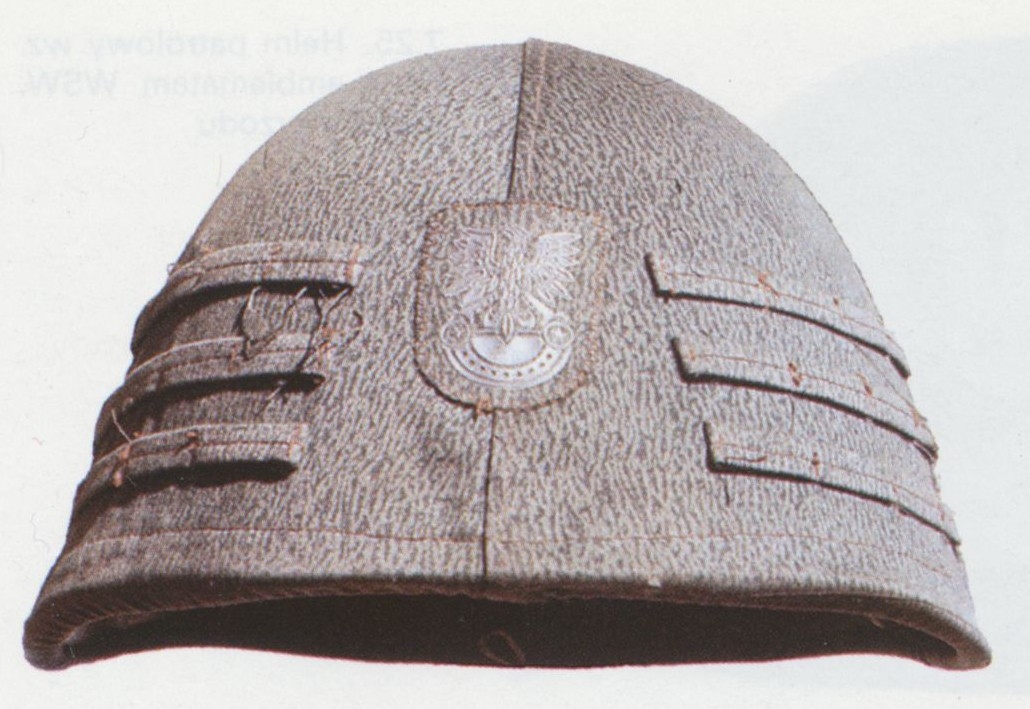
Casque wz. 50 avec un couvre-casque camouflage wz.68 Moro.

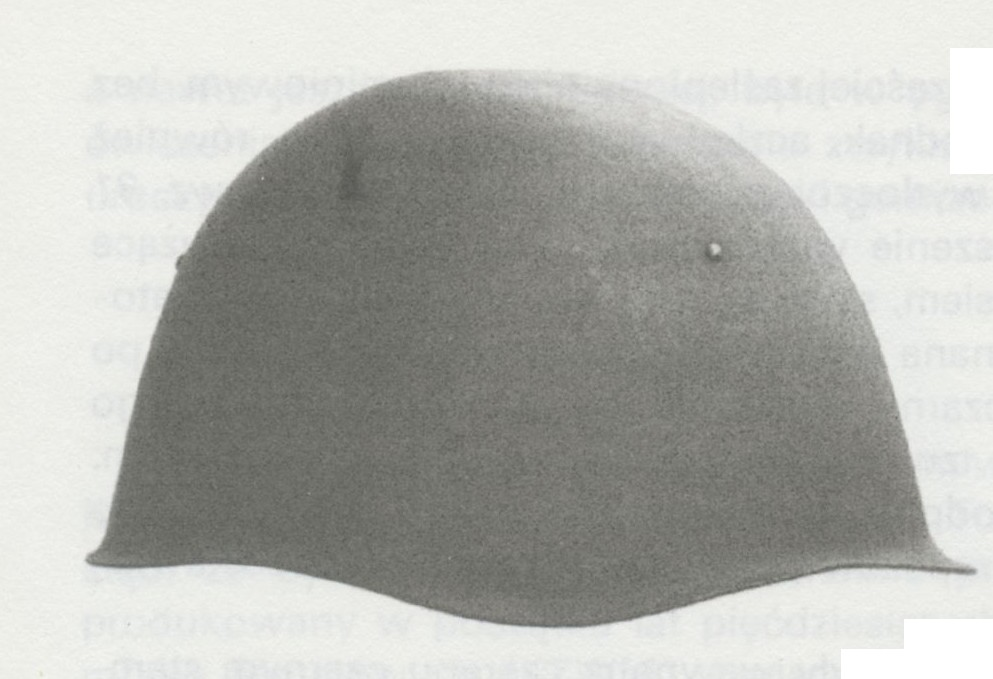
Casque wz. 50.

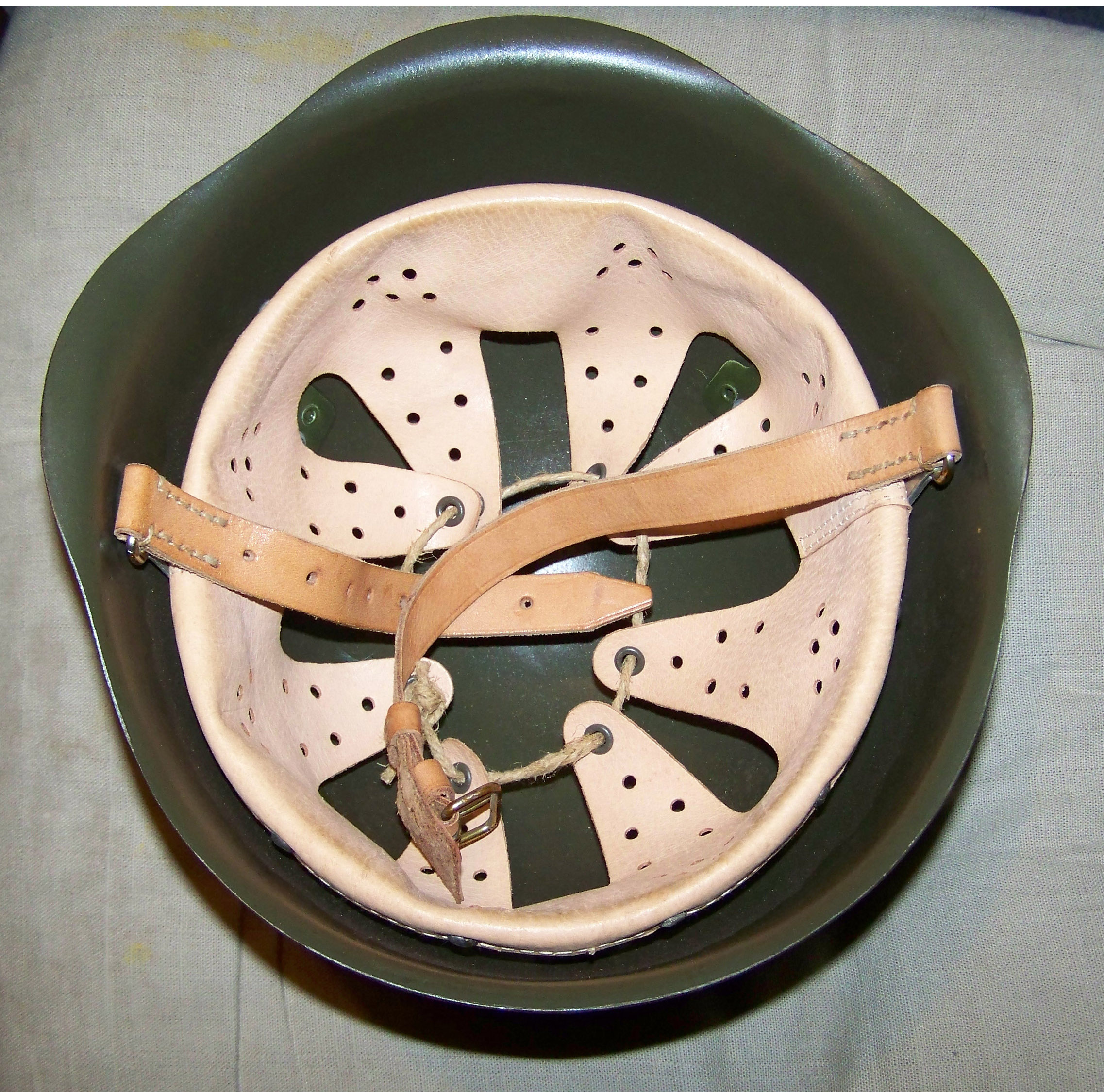
Système de revêtement utilisé dans le casque wz. 50.

Le casque wz. 50 est le premier casque de combat développé en Pologne après la Seconde Guerre mondiale. Retiré du service à la fin des années 1960. Il a été exporté dans plusieurs pays dont l'Égypte, la Syrie et l'Irak.
Sa forme est basée sur le casque soviétique modèle 40. La coque (dimensions : hauteur : 166 mm, longueur : 271 mm, largeur : 241 mm) est emboutie dans une tôle d'acier spécial d'une épaisseur de 1,4 mm. Sa résistance est essayée par tir au pistolet Tokarev TT 33 et fusil d'assaut AKM.
La coiffe, basée sur celle du caque italien modèle 33 est fixée à la coque par trois rivets. La jugulaire est réalisée en cuir et s'attache par boucle à ardillon du côté droit.
Il existe en trois couleurs : kaki pour l'Armée de terre, gris bleu pour l'Armée de l'air et la Marine de guerre, et blanc pour la police militaire. En outre, un aigle frontal blanc peint au pochoir apparaît sur ces divers casques. En 1961, un ordre interdisant de peindre les aigles est émis. Les aigles réapparaissent en 1968.
Les casques wz.50 sortent des usines sidérurgiques de Kielce et Świętochłowice.